# جمعية العلوم الاستعرافية
جمعية العلوم الاستعرافية (بالإنجليزية: Cognitive Science Society) هي جمعية مهنية لمجال العلوم الاستعرافية متعددة التخصصات. وهي تجمع باحثين من العديد من المجالات الذين لديهم هدف مشترك يتمثل في فهم طبيعة العقل البشري. تعمل الجمعية على تعزيز التبادل العلمي بين الباحثين في التخصصات التي تشكل مجال العلوم الاستعرافية، بما في ذلك الذكاء الاصطناعي، واللسانيات، وعلم الإنسان، وعلم النفس، والعلوم العصبية، والفلسفة، والتربية. الجمعية عضو في اتحاد الجمعيات في العلوم السلوكية وعلوم الدماغ.